# Hávor István
Hávor István (Holics, 1674. március 24. – Lőcse, 1731. június 5.) Jézus-társasági áldozópap és tanár.

## Élete
1690. október 9-én lépett a rendbe Nagyszombatban, ahol akkor a retorikát hallgatta. 1703-ban ugyanott végezte a teológia IV. évét. A humaniorákat és a retorikai osztályt tanította több évig Nagyszombatban, azután több másik helyen, végül Lőcsén.

## Művei
- Discordia Concors Seu Discaptatio Philosophico-Rhetorica Laureato horrori Perillustrium, Rev... DD. AA. & Philosophiae Neo-Doctorum. Cum In Alma Archi-Episcopali Universitate Tyrnaviensi Promotore Rev. Pat. Laurentio Tapolcsányi e Soc. Jesu... Suprema Philosophiae Laurea condecorarentur. Oblata Ab Ill... Oratoria Facultate Tyrnaviensi Anno M. DCC. VI. (névtelenül)
- Manuductio Ad Eloquentiam Seu Via Facilis Ad Assequendam Juxta Praecepta Soarij, Artem Rhetoricam Ex Classicis Authoribus Desumpta Et Ad Usum Eorum, Qui Oratoriam hanc Scientiam, seu profanam; seu sacram profitentur accommodata. Nuper Utini in Lucem Edita. Nunc vero Recusa. Tyrnaviae, 1709 (kiadta s előszót írt hozzá)